# Los Corralitos
Los Corralitos – jednostka osadnicza w Stanach Zjednoczonych, w stanie Teksas, w hrabstwie Webb.